# Carneades hemileuca
Carneades hemileuca är en skalbaggsart som beskrevs av Bates 1881. Carneades hemileuca ingår i släktet Carneades och familjen långhorningar.
Artens utbredningsområde är:
- Costa Rica.
- Panama.

Inga underarter finns listade.